# 9190 Masako
9190 Masako este un asteroid din centura principală, descoperit pe 4 noiembrie 1991, de Yoshio Kushida și Osamu Muramatsu.